# Olibrus castaneus
Olibrus castaneus là một loài bọ cánh cứng trong họ Phalacridae. Loài này được Baudi miêu tả khoa học năm 1870.